# Nesna (localitate)
Nesna este o localitate din comuna Nesna, provincia Nordland, Norvegia, cu o suprafață de 1,1 km² și o populație de 1.410 locuitori (2013).